# Robbie van Erven Dorens

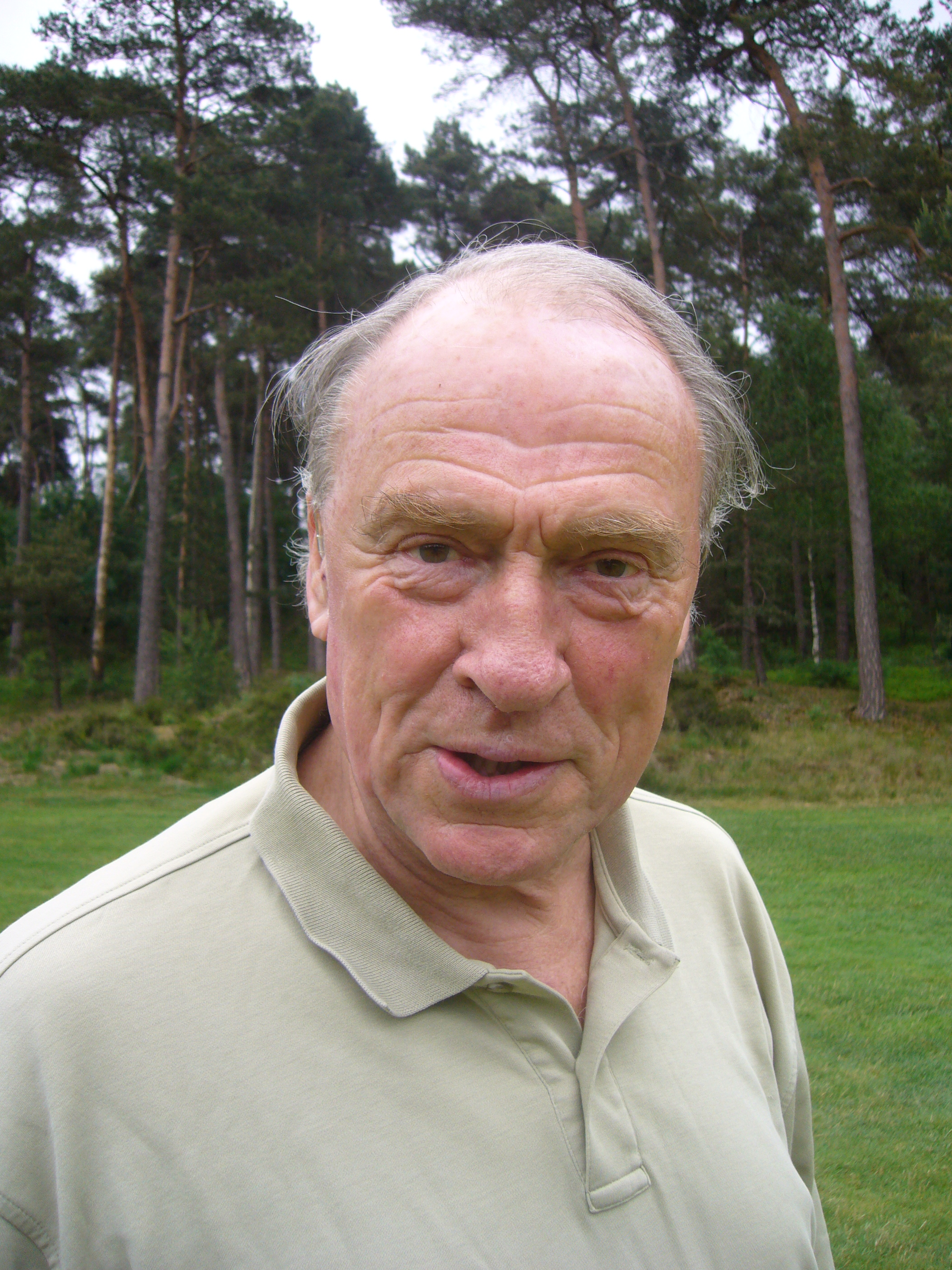
van Erven Dorens, 2008

Robert Eduard van Erven Dorens (Laren, 4 juli 1937 – aldaar, 12 december 2020) was een Nederlands golfer en hockeyspeler. 

## Loopbaan

### Hockey
In zijn jonge jaren zwom en zeilde Van Erven Dorens. Vanaf 1951 speelde hij hockey bij Laren en later bij het Hilversumse Be Fair. In 1956 werd hij met het eerste elftal van Laren kampioen van Nederland .

### Golf
In 1954 werd hij lid van het Nederlandse jeugdgolfteam en werd strokeplay kampioen op de Hilversumsche Golf Club. Ook speelde hij in de interland tegen Duitsland, die sinds de oorlog voor het eerst weer gespeeld werd. Zijn tegenstander in de single partij was Joachim von Ribbentrop jr. Van 1956 tot en met 1970 speelde Van Erven Dorens in het Nederlandse Golf Team. In 1960 en 1964 speelde hij mee in de Eisenhower Trophy met onder andere Joan Dudok van Heel. Hij werd zes keer Europees kampioen en drie keer wereldkampioen bij het golf voor amateurteams. Daarna was hij twintig jaar lang captain van het Nederlandse NGF team. 
In 1980 richtte Van Erven Dorens het golfpromotiebureau REVED International op en nam de organisatie van het Dutch Open over van de Nederlandse Golf Federatie (NGF). Golf komt in de jaren 80 steeds meer in de belangstelling bij het publiek en de organisatie wordt steeds ingewikkelder. Er moet een goede golfbaan ter beschikking zijn, waar ook voldoende ruimte voor publiek, een sponsorsdorp en een grote parkeerplaats is. De publiciteit wordt aangepakt.
Na 2002 trok hoofdsponsor TNT zich na vijf jaren terug. Het leek erop dat het Open in 2003 niet door kan gaan. REVED vindt Bols en de ING als nieuwe sponsors en het toernooi is gered. Begin 2003 meldde de KLM zich weer als hoofdsponsor van het Open aan en deze besteedde de organisatie uit aan This is Golf (TIG). Van Erven Dorens werd co-toernooidirecteur. 
Mede door 23 jaar lang het Open te organiseren en zijn contacten te gebruiken, liet Van Erven Dorens dit evenement uitgroeien tot een groot toernooi. Vanwege het werk dat Van Erven Dorens voor de Nederlandse golfsport deed, gaf de NGF hem tijdens een jaarvergadering de eretitel Mr. Golf. Van Erven Dorens is lid van verdienste van de Nederlandse Golf Federatie. 
De Robbie van Erven Dorens Trofee wordt uitgereikt aan de amateur die bij het KLM Open de cut haalt en het hoogst eindigt.

## Privéleven
De vader van Robbie van Erven Dorens was architect en sportman Jan Frederik van Erven Dorens (1904-1994). Hij is een broer van Jan-Willem van Erven Dorens en een oom van Beau van Erven Dorens. In december 2020 overleed Robbie van Erven Dorens op 83-jarige leeftijd.